# Helminthophis flavoterminatus
Espèce
Synonymes
- Typhlops flavoterminatus Peters, 1857
- Typhlops mutilatus Werner, 1900

Helminthophis flavoterminatus est une espèce de serpents de la famille des Anomalepididae.

## Répartition
Cette espèce se rencontre en Colombie et au Venezuela.

## Publication originale
- Peters, 1857 : Vier neue amerikanische Schlangen aus der Familie der Typhlopinen und darüber einige vorläufige. Monatsberichte der Königlich Preussischen Akademie der Wissenschaften zu Berlin, vol. 1857, p. 402-403 (texte intégral).